# Меткалф-стрит (Оттава)

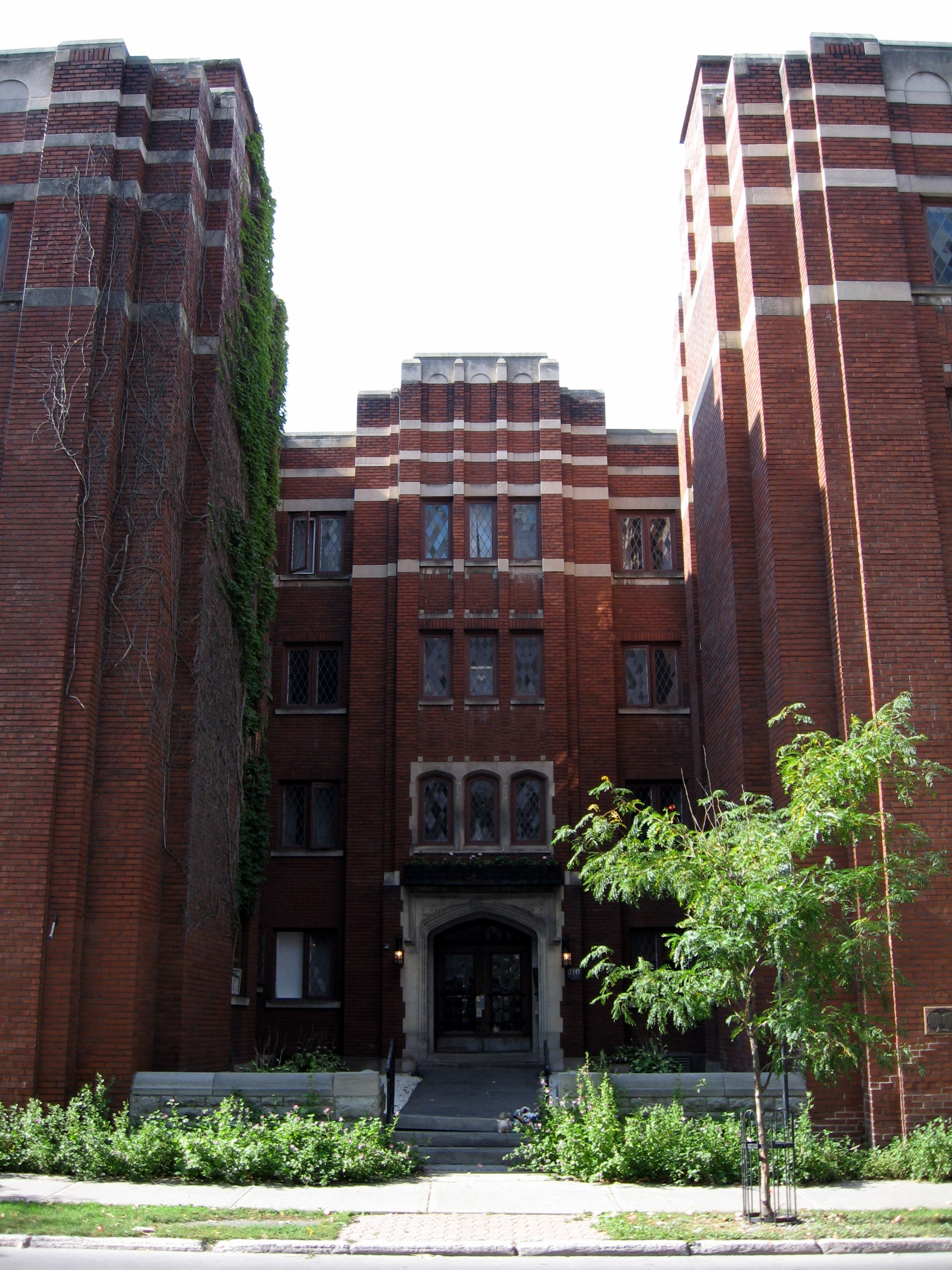
Апартаменты Данканнон — архитектурный памятник на Меткалф-стрит.

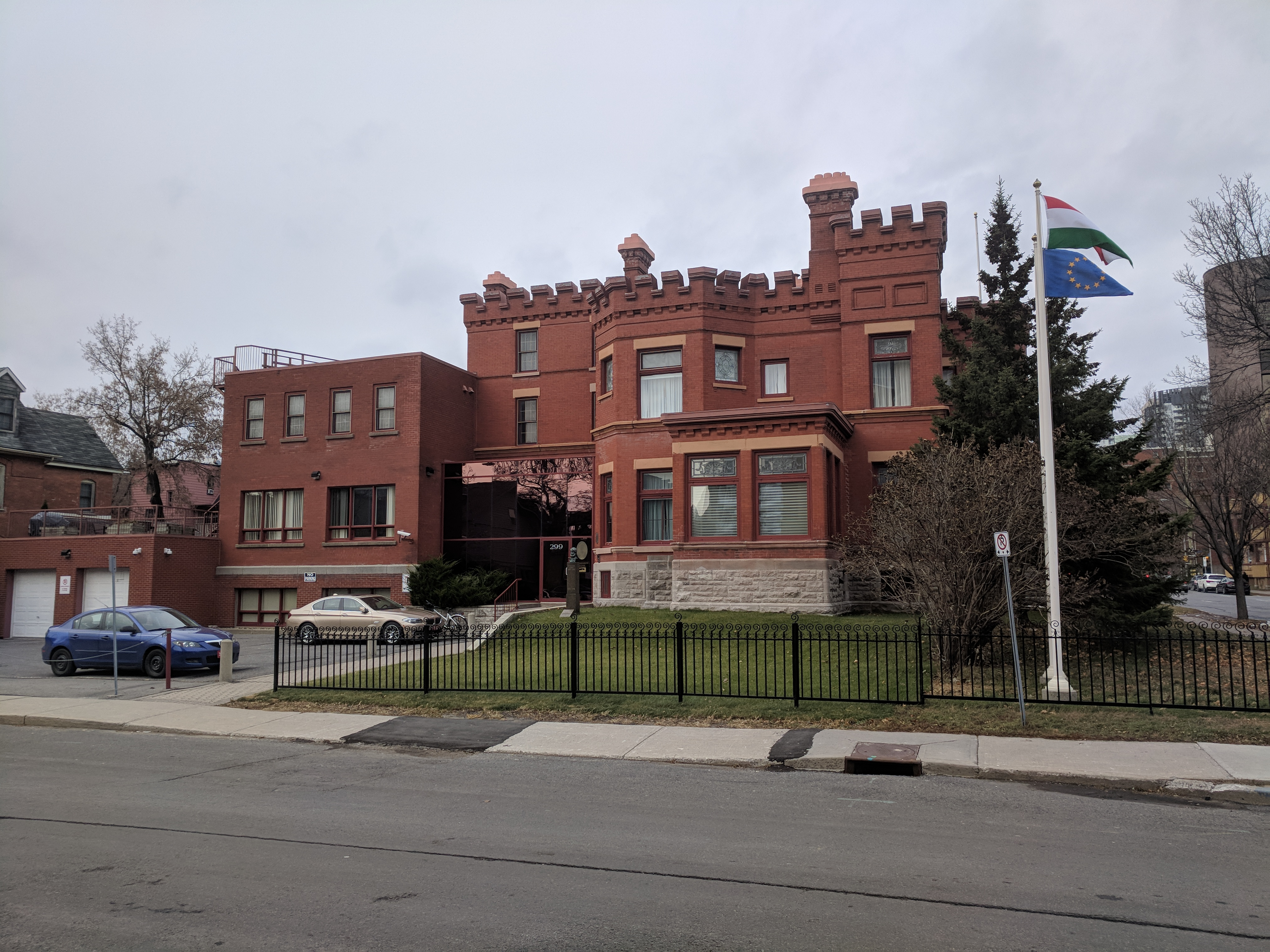
Дом Биркетта, ныне посольство Венгрии — ул. Меткалф 306

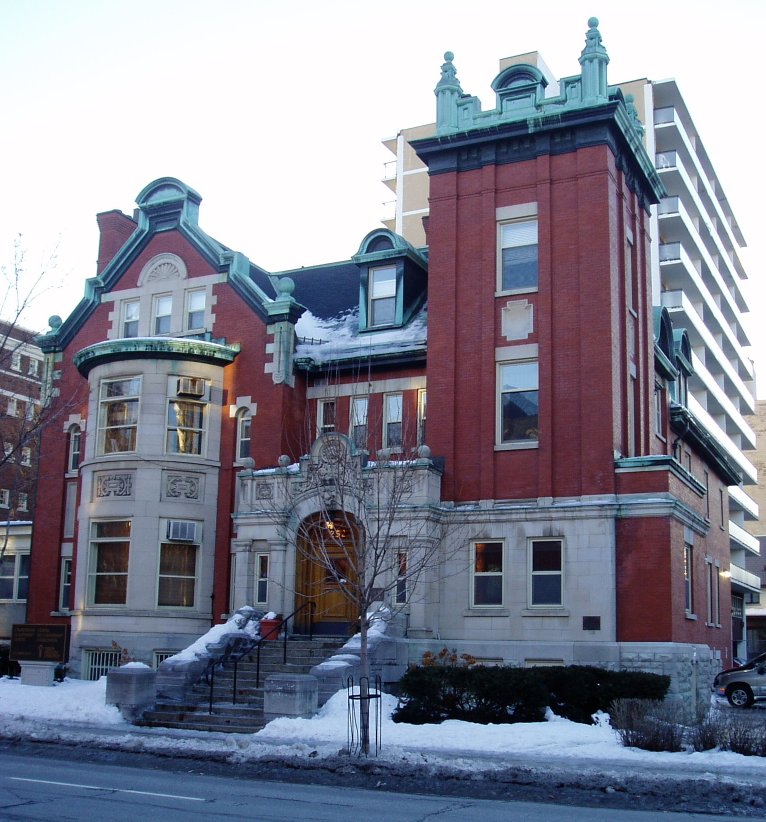
Дом Бута — улица Меткалф 252

Меткалф-стрит, англ. Metcalfe Street — улица в центральной части г. Оттава, Канада.

## История и достопримечательности
Названа в честь Чарльза Теофилуса Меткалфа, губернатора Провинции Канада в 1843—1845 гг.
В конце 19 — начале 20 вв. Меткалф-стрит была весьма престижным местом проживания. Здесь проживали мэр Оттавы Томас Биркетт (дом 306, ныне посольство Венгрии), барон древесной промышленности Джон Рудольфус Бут (дом 252, известный как дом Бута), изобретатель Томас «Карбид» Уилсон, сэр Александр Кэмпбелл, совладелец юридической фирмы вместе со своим партнёром Джоном Макдональдом, премьер-министром Канады (дом 236), посольство Аргентины и ряд других архитектурных памятников.

## География
Идёт с севера на юг, с односторонним движением в сторону севера от автомагистрали Квинсуэй до Веллингтон-стрит.
Южная оконечность улицы упирается в Монкленд-авеню (район Глиб). Далее на север до магистрали Квинсуэй улица окружена жилой застройкой. От Квинсуэй до центра Оттавы Меткалф-стрит проходит восточнее Канадского музея природы между Аргайл-стрит и Маклауд-стрит, затем продолжается на север до Веллингтон-стрит и заканчивается у Парламентского холма.

## Транспорт
На улице находится терминал Оттавского автобусного транзита Меткалф (перекрёстки с Альберт-стрит и Слейтер-стрит).